# Euploea margarita
Euploea margarita är en fjärilsart som beskrevs av Butler 1866. Euploea margarita ingår i släktet Euploea och familjen praktfjärilar. Inga underarter finns listade i Catalogue of Life.